# Grethe Bartram
Maren Margrethe Thomsen (Gestapo-agenten "Thora" Maren Margrethe "Grethe" Bartram) (født 23. februar 1924 i Aarhus, død i 23. januar 2017 i Vessigebro i Sverige) angav under Besættelsen mindst 53 fra modstandsbevægelsen til tyskerne og var derved skyld i at en stor del af den aarhusianske kommunistiske modstandsbevægelse blev sat ud af spillet.
For penge angav hun sin bror, mand og nære bekendte.
Efter besættelsen blev hun dødsdømt for disse forhold, men benådet af kong Christian 10. til livsvarigt fængsel. I 1956 blev hun løsladt og opholdt sig siden i Vessigebro i Falkenberg i Halland i Sverige under sit tilgiftede navn Margrethe Thomsen. Her delte hun hjem med en anden kvinde.

## Baggrund
Grethe Bartrams forældre og deres omgangskreds var medlemmer af Danmarks Kommunistiske Parti (DKP). Hjemmet var fattigt. Hun voksede op som nummer to af otte børn. Faderen, Niels Peter Christopher Bartram (født 1896) var sønderjyde og havde derfor deltaget i 1. verdenskrig på tysk side. Grundet granatchok havde han svært ved at arbejde, men han han havde fået skabt et lille værksted med cykelreparation i Klostergade, hvor familien boede i nummer 70 .
Som 13-årig forlod Grethe Bartram skolen efter 2. mellem og arbejdede et par år på den De Kellerske Anstalter i Brejning, før hun fik arbejde på Mammens Æskefabrik i Aarhus. Som 16-årig blev hun gravid og 12. juli 1941 gift med en ung maskinarbejder, Frode Thomsen (født 28. marts 1920), som hun havde mødt på æskefabrikken. Samlivet ophørte i sommeren 1943) og sønnen, Benny Gudmund, blev sat i pleje hos svigermoderen, hvorefter Grethe Thomsen blev ansat på den De Kellerske Anstalter i Brejning som husassistent.

## Stikkeri under Besættelsen
Hendes storebroder Christian Bartram og hele familien var under besættelsen engageret i illegalt arbejde. I september 1942 havde det danske politi udlovet en dusør på 1.000 kroner for oplysninger om en formodet sabotagebrand 15. september mod et uniformslager i Skorups Skrædderværksted i Fredericiagade i Aarhus . Via broderen fik Grethe Bartram oplysninger om hvem der havde været involveret og gav disse oplysninger videre til politiet. Sagen overgik til de tyske myndigheder, efter at sabotørerne var anholdt af politiet. Under retssagen efter befrielsen fremførte Grethe Bartram, at havde hun vidst at sagen ville blive overdraget til de tyske myndigheder, ville hun ikke have angivet personerne . Ved samme lejlighed angav hun som det eneste motiv at "hun havde Lyst til at tjene de udlovede Beløb" (hun var ikke tiltalt for dette forhold, da det ikke var omfattet af Straffelovstillægget). Med til billedet hører, at hendes mand i sommeren 1942 havde været udsat for en alvorlig arbejdsulykke, hvorefter han tilbragte lang tid på sygehuset, hvilket satte den unge families økonomi under pres.
Som resultat af Grethe Bartrams oplysninger blev fire, der direkte havde været med ved aktionen, anholdt, og det samme overgik herefter Christian Bartram, der havde skaffet benzin fra faderens værksted til brug ved brandstiftelsen. Den ene af de fire brandstiftere flygtede, men de øvrige tre blev hver 2. december 1942 idømt 10 års tugthus, mens Christian Bartram blev idømt et års tugthus .
Nu deltog Grethe Bartram i det illegale arbejde. I marts-april 1944 blev hun fast angiver hos Gestapo i Aarhus og modtog ifølge egne angivelser 5-700 kroner om måneden for angiveriet, måske lidt mere . Grethe Bartram angav senere at hun oprindelig havde kontaktet Gestapo for at få frigivet broderen Hans Andreas Bartram, der 25. november 1943 var blevet idømt to års tugthus i Tyskland. Samtidig fortalte hendes kontaktperson, Hermann Rothenberg (25. januar 1906 – 31. oktober 1944), at DKP-formanden Aksel Larsen under forhør havde videregivet mange oplysninger, hvilket for hende legitimerede, at hun også kunne gøre det. I sommeren 1944  blev hele den lokale ledelse af det kommunistiske modstandsarbejde trevlet op på baggrund af hendes oplysninger.
Tilliden til hende i modstandsbevægelsen var stadig stor, og i august 1944 blev hun endda sendt til København som repræsentant for modstandsbevægelsen for at få etableret en ny ledelse i Aarhus. Da hun modtog penge af både Gestapo og DKP, fik modstandsbevægelsen efterhånden mistanke. Hun fik arrangeret, at hun blev anholdt af Gestapo og anbragt i Frøslevlejren. Det var dog ikke tilstrækkeligt til at fjerne modstandsbevægelsens mistanke, og da den efterhånden var blevet sikker på hendes skyld, forsøgte den at likvidere hende. På et tidspunkt var "Leif", en meget aktiv likvidator Einar Sørensen tilsyneladende så tæt på hende, at han kunne have skudt hende, men han kendte hende kun fra billeder og turde ikke skyde . 12. december 1944 blev hun på Kaserneboulevarden søgt likvideret ved et nakkeskud , men overlevede, da våbenet var af for lille kaliber. Hun blev indlagt i Aarhus, men af sikkerhedsgrunde overflyttet til det tyske lazaret i Fredericia. Her fortsatte hun som angiver og gav oplysninger til "Dr. Peters", dæknavn for Olaf Christian Quist, der blev likvideret på Hotel Royal 29. april 1945 , og August Robert Glaner . I et brev til moderen, skrevet på lazaret i Fredericia i februar 1945, hedder det blandt andet: "Men som sagt, der kommer snart Penge fra mig, jeg er jo ikke tabt bag en Vogn, og jeg er nu engang ikke skabt til Fattigdom, og jeg skal ogsaa nok vise jer, at jeg skal blive rig engang…"
Den lokale modstandsbevægelse havde sporet hende og arbejdede på at få hende likvideret af den såkaldte L-gruppe. Men da den var ved at være klar til endnu et forsøg, var hun ikke længere i Fredericia, idet Gestapo havde sendt den sårede Grethe Bartram til Tyskland som rekonvalescent. Efter at være kommet sig efter likvideringsforsøget virkede Grethe Bartram i Flensborg indtil hun i marts 1945 blev ansat hos Gestapo i Kolding, hvor hun var til den tyske kapitulation. Den 5. maj 1945 var hun i Esbjerg, hvor hun opholdt sig i Gestapos hovedkvarter, da det blev sprængt i luften, og hun blev såret. Hun kom sig dog ret hurtigt og rejste på cykel til Kolding for at søge hjælp. Men Gestapo var allerede væk fra Staldgården. Hun ville forsøge at slippe ud af landet forklædt som Røde Kors-søster, men værnemagten kunne ikke hjælpe med det; i stedet fik hun 25 ekstra patroner til den pistol, hun havde fået ved sin ansættelse hos Gestapo i Kolding. Hun flygtede til Brejning, hvor hun blev anholdt 10. maj 1945 af modstandsbevægelsen. Da lå hendes pistol under hovedpuden.

## Retssag, dødsdom og benådning
Ved retssagen kom det frem, at hun havde angivet 53 personer. Af dem var 15 blevet udsat for tortur, og 35 var endt i tyske koncentrationslejre. Af den sidste gruppe var otte døde eller meldt savnet. Hun tilstod de fleste forhold, og 29. oktober 1946 blev hun dødsdømt ved Aarhus Kriminalret. Dommen blev stadfæstet ved Vestre Landsret 22. februar 1947 og ved Højesteret 4. september 1947. Anklageren sagde ved sin afsluttende procedering 27. november 1946:
| Citat | Man kan ikke se til Bunds i en anden Menneskesjæl, men vi har set en Afgrund af Afstumpethed, Kynisme, Forfængelighed. Dobbeltspillet har betaget hende, hun har intellektuelt krydset Klinger, hun var ung, men ikke umoden. Hun har stukket sine Kammerater, Venner, pyntet sig med de Judaspenge, hun tjente. På Anklagemyndigheden og Samfundets vegne paastaar jeg Lovens strengeste Straf, Dødsstraffen, bragt i Anvendelse. | Citat |
|       | |       |

Ved behandlingen i Højesteret ønskede tre af de 11 dommere at idømme livsvarigt fængsel, da de lagde vægt på, at hun ikke umiddelbart havde set konsekvenserne af sine handlinger som personer, der havde været udsat for tortur, og at hun var ganske ung på gerningstidspunktet .
Mens Bartram sad i Aarhus Arrest og ventede på sin retssag, vakte det opsigt at den aarhusianske avis Demokraten i marts 1946 under overskriften "Grethe Bartram holdt Kæreste i Cellen" kunne fortælle at en 35-årig gift arrestmedhjælper gennem længere tid havde stået i et kærlighedsforhold til Bartram.
Under retssagen i 1946 blev der udarbejdet en mentalerklæring. Heri konkluderede amtslægen, at Bartram var velbegavet, men måtte betegnes som psykopat af den amoralske type, der er selvhævdende og pralende med hang til fantasifulde og løgnagtige indfald, som iværksættes uden hæmninger af nogen art. Desuden måtte hun anses for et "noget følelseskoldt individ". Da Bartram blev bekendt med erklæringen, protesterede hun. Især var hun pikeret over betegnelsen "følelseskold" .

I lighed med den eneste anden dødsdømte kvinde ved retsopgøret, Anna Lund Lorenzen, blev straffen ændret til livsvarigt fængsel ved benådning af justitsminister Niels Busch-Jensen 9. december 1947. Ministeren anførte ved benådningen at Bartram havde været ganske ung på gerningstidspunktet, hun var blevet opdraget i en "antireligiøs, kommunistisk og materialistisk Aand", og hun havde haft økonomiske vanskeligheder . Benådningen havde reelt grund i at man ikke siden 1861 havde henrettet en kvinde i Danmark. Opfattelsen var således at man burde vige udenom dødsstraf. Justitsministeren udtalte også at: 
| Citat | Det er i dette Spørgsmaal hos de fleste Mennesker, det mere følelsesbetonede Moment, der spiller ind. Over for en Kvinde maa naade gaa for Ret. Der foreligger ikke noget om, at Politipelotonerne har nægtet at skyde en Kvinde, men de fleste Mennesker mener, at man ikke bør gøre det. | Citat |
|       | |       |

Efter 10 år i fængsel i Horserød blev Bartram løsladt 26. oktober 1956 . Efter løsladelsen rejste hun til Sverige, hvor hun bosatte sig under sit tilgiftede navn.

## Artikler i dansk presse efter løsladelsen
Efter løsladelsen i 1956 har flere danske journalister opsøgt og lavet interviews med Grethe Bartram.

### Ugens Rapport 1976
Journalisten Erik Haaest rejste i 1976 til Grethe Bartram i Sverige og interviewede hende i forbindelse med en artikelserie i Ugens Rapport. I 1977 udkom artikelserien i bogform under titlen Udyr – eller hvad. Her fremgik det bl.a. at hun angrede sine angiverier, men hun fastholdt samtidig: "Jeg anede ikke, hvilke konsekvenser mine angiverier havde". Hun oplyste at hun i Sverige flere gange havde haft besøg af sin familie, både af sine forældre og sine brødre. Kontakten ophørte først efter mordet på Marie Lock-Hansen i den aarhusianske forstad Højbjerg 10. november 1967, hvor en af teorierne lød på at der var sket en forveksling mellem Marie Lock-Hansen og Grethe Bartram. I 1997 dukkede der dog noget op som umiddelbart så ud til at understøtte den gamle teori. En navngivet modstandsmand blev af en person udpeget som morderen. Manden var død flere år i forvejen. Alligevel har politiet været i stand til med fuldstændig sikkerhed at udelukke ham som mulig gerningsmand til mordet. 

### Jyllands-Posten 1995
Jyllands-Posten bragte 1. januar 1995 et interview af Flemming Chr. Nielsen med Grethe Bartram. I lyset af Erik Haaests interview ca. 19 år tidligere oplyses det lidt mystisk: "Dette er derfor Grethe Bartrams første og sidste frivillige interview. Herefter er det hendes ønske at være ukendt af offentligheden i resten af sit liv på jorden." Ligeledes stemmer interviewets oplysning om at "siden sit farvel til Danmark i 1956 har Grethe Bartram haft ganske almindelige jobs" heller ikke helt med oplysninger i Haaests interview om at hun i 1976 sammen med en veninde havde egen virksomhed og havde vundet flere internationale udmærkelser for sit arbejde. Erik Haaest er ikke sikker på, at Jyllands-Postens interview virkelig har fundet sted . Foreholdt hendes påstand fra retssagen om, at hun oprindelig tog kontakt til Gestapo for at få frigivet broderen, sagde hun i Jyllands-Postens interview: "Jeg ved ikke, om det var derfor eller ej. Jeg ved ikke, hvorfor jeg handlede som jeg gjorde."
Da interviewet i Jyllands-Posten blev gennemført ved juletid 1994, havde Grethe Bartram ikke haft kontakt med sin søn siden tiden i Aarhus, men tilsyneladende har hun siden fået kontakt via læge Sven Arvid Birkeland, der er tilknyttet Rehabiliterings- og Forskningscentret for Torturofre .

### Samvirke 2006
I forbindelse med en artikel af Signe Wolthers og Kristian Herlufsen i Samvirke i december 2006 om Grethe Bartram, oplystes det: "Grethe Bartram har ikke ønsket at deltage i artiklen. Hun lever nu under en anden identitet i Sverige. Hun oplyser i et brev, at hun er syg og ikke har mange kræfter mere."

### Berlingske Tidende 2010
Berlingske Tidende bragte 20. marts 2010 et interview, som Ole Christensen havde gennemført med den da 86-årige Grethe Bartram. Hun udtalte bl.a. at hun fortrød sine handlinger, og at hun havde lejlighed til at tænke over fortiden i løbet af sit 10 år lange fængselsophold. 

### Århus Stiftstidende 2010
Århus Stiftstidende opsøgte i foråret 2010 Grethe Bartram og satte i en række artikler fokus på myten om stikkersken .

## Efter løsladelsen
Grethe Bartram opholdt sig efter løsladelsen i den lille svenske landsby Vessigebro, Falkenbergs kommun i Halland. At hun skulle leve skjult under en anden identitet, som det er blevet sagt i dansk presse, er ikke rigtigt. Hun havde hverken beskyttet identitet eller levede under et andet navn, men under navnet Maren Margrethe Thomsen. Efternavnet er efter hendes fraskilte mand. Hun boede fra 1956 sammen med sin nu afdøde svenske veninde Gudrun Odhquist og fik svensk statsborgerskab i slutningen af 1960'erne. Hun talte flydende svensk med dansk accent. Hun var, sammen med veninden, med til at drive et lille vandkraftværk i Lillån og havde en en virksomhed som solgte sportfiskerartikler, og som var en af branchens mest anerkendte. Hun sad frem til 2011 i bestyrelsen for Vebro Industriaktiebolag, et firma som bedriver handel med sportfiskerartikler, energi og producerer elkraft. Firmaet ejer og forvalter også værdipapirer. Margrethe Thomsen døde 2017, næsten 93 år gammal, de sidste år boede hun på Älvgårdens äldreboende i Vessigebro.

## Teaterstykket "Besættelse"
Teaterstykket "Besættelse" er en dramatisering af Ann Sofie Oxenvad, som tager sit udgangspunkt i retsopgøret mod Grethe Bartram umiddelbart efter befrielsen i 1945.
Den sattes op på Svalegangen i Aarhus med premiere 26. marts 2010 og blev spillet til 29. april. Forestillingen er baseret på retssagen mod Grethe Bartram. Rollen som Grethe Bartram skulle spilles af Karin Bang Heinemeier, men hun blev gravid. Afløseren blev Signe A. Mannov..

## Særudstilling på Besættelsesmuseet
Besættelsesmuseet i Aarhus havde 2010 en særudstilling om Grethe Bartram..